# جورج كين
جورج كين (بالإنجليزية: George Cain)‏ هو كاتب أمريكي، ولد في 27 أكتوبر 1943، وتوفي في 23 أكتوبر 2010 بسبب قصور كلوي.